# 淡水日商中野宅
日商中野宅，又稱中野金太郎宅，是位於新北市淡水區的一棟宅第建築，當前指定為新北市市定古蹟。

## 歷史

### 日治時期
中野金太郎於1895年（明治28）8月來臺。早期曾在新店口龍目井（現馬偕街）開了一家以旅館業與運送業為主的「川口屋」，並利用新型的戎克船與對岸中國進行貿易，後來改變經營方針，結束旅館之營業專心經營運送業及石油販賣，並於1915年（大正4）搬遷至烽火街現址。此後淡水港沒落，「川口屋」改以鐵路運輸貨品，並在靠近淡水車站之處（庄子內）設有「川口運送部」，且有相當的資產，並在1920年代初期開始在地方上擔任要職。
中野宅原地「烽火十四番地」所有權人為學租財團，後由台灣總督府民政長官管理，當1909年（明治42）中野金太郎取得「永代借地權」之後，於1912年（明治45）3月6日才將土地移轉給中野氏，建築推估也與此時期開始建造，並給予中野與其一家人居住直到1945年。

### 戰後至今
第二次世界大戰後，中野宅和其他日本人之財產由國民政府所接收，其建築物所在地點「烽火十四番地」成為公有土地，後來由淡水鎮公所取得所有權。
中野宅則於1955年8月12日分配做為海軍造船廠廠長宿舍使用。最初共有海軍上校廠長聶鴻洞與其家屬與孫鎮明兩戶人家居住。1982年，鑑於台灣省公路總局開闢台二乙線道路（今淡水文化路）拆除左側之日式屋瓦平房，中野宅由淡水鎮公所同意修建為RC建築，與現今之原有之日式二層建築結構進行連接，並由公路總局收取工程受益費後合法使用。
其二樓現有之小露台原為二樓浴廁，但由於下方宋姓及黃姓住戶以安全性為由向淡水鎮公所陳情，經由淡水鎮公所來文令拆除牆面而更改為不銹鋼欄桿小露台，前門的傳統日式大門則在遭1985年強遭到尼爾森颱風災情中被吹倒而拆除。此後中野宅建築遭到閒置。
2006年，淡水鎮公所代理鎮長郭鎮長之律師團以違章建築為由，提告侵占國土罪，經由士林地方法院法官洪舜帆於民國九十六年三月十二日判決二子聶秉緯地上物所有權敗訴，命被告必須於11月7日拆除包括中野宅的全部地上物歸還土地(士院鎮96執強字第344號)，並賠償五年之土地租金新台幣85萬元，但在但敗訴人不願拆除中野宅才得以保存下來，後載在同年5月，淡水鎮公所來函擬將中野宅提報為文化古蹟。因此士林地院之判決也遭被告質疑，
2008年7月7日，日商中野宅由時任台北縣縣長周錫瑋及台北縣文化局正式列為縣定古蹟，後因直轄市改制而改列為市定古蹟。。
2021年10月1日，日商中野宅進行修復工程，該工程預定將於2023年6月修復完成，預定作為淡水商業主題展示館使用。

## 建築設計
中野宅現位於得忌利士洋行後方，建築外觀呈現近代西洋風格，內部則多屬和式構造，為和洋折衷建築，格局為單棟地上兩樓，地下一樓樣式，石材坡坎用料極考究，施工精良，並在石牆腳做出弧線，利於結構安定。在樑柱間與門窗框仍有西方古典線腳裝飾之作法。磚造牆體外塗上原色水泥砂漿，西向二樓的外牆使用黃色塗料，反映日治中期淡水私人住宅的形式，目前部分空間仍保存木樑結構和磚牆。

## 外部連結
- 日商中野宅 - 淡水維基館 （页面存档备份，存于）
- 淡水日商中野宅-新北市百科知識庫
- 見證繁華淡水港歷史中野宅 （页面存档备份，存于）
- 淡水文史與影像紀實--古蹟 - 淡水日商中野宅
- 淡水日商中野宅--日本人在淡水經商的見證 （页面存档备份，存于）